# Agapitus II.

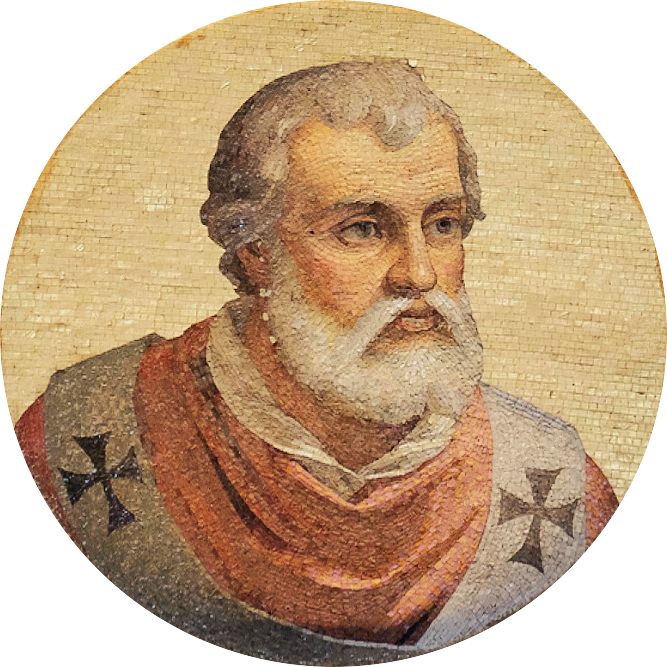
Agapitus II., Darstellung in der Basilika Sankt Paul vor den Mauern

Agapitus II., auch Agapet II., (* in Rom; † 8. November 955 ebenda) war Papst vom 10. Mai 946 bis zu seinem Tod. Sein Pontifikat fiel in die Zeit, als Alberich II., der Sohn Marozias, die unabhängige Republik Rom unter dem Titel Fürst und Senator der Römer regierte. Agapitus II. war der vierte Papst, der auf die Anweisung des übermächtigen Herrschers auf den Stuhl Petri gewählt wurde.
Agapitus, ein Mann mit einem starken Charakter, gab sein Bestes, um den Niedergang des Papsttums aufzuhalten, in den die sogenannte Pornokratie (gr. porneia, Unzucht, Hurenherrschaft), die seit Sergius III. 904 bis zur Absetzung Johannes XII. 963 dauerte, das Amt des Kirchenoberhauptes gebracht hatte. Während seines Pontifikats sprach er dem Erzbistum Hamburg das Recht auf die Mission im Norden zu, im Bistum Halberstadt wurde ein Missionszentrum eingerichtet.
Nach seiner Rückkehr im Januar 945 während des Pontifikats von Papst Marinus II. gelang es Markgraf Berengar II. von Ivrea, den tyrannischen König von Italien, Hugo von Arles, die allgemeine Unzufriedenheit ausnutzend, 946 abzusetzen. Daraufhin floh Hugo zurück in die Provence und ließ dabei seinen Sohn und Mitregenten Lothar, charakterlich in allem das Gegenteil seines gefürchteten Vaters, in Italien zurück. Berengar ließ ihn wohl auch aus Dank für seine Warnung König bleiben, wenn auch als einen machtlosen. Die reale Macht besaß Markgraf Berengar. Hugo versuchte, von Burgund aus Italien zurückzuerobern, doch dies vereitelte schließlich sein Tod am 10. April 947 in Arles. Wenige Jahre später, am 22. November 950, starb auch Lothar in Turin, vielleicht vergiftet. Am 15. Dezember 950 ließ sich Berengar in Pavia zum italienischen König und seinen Sohn Adalbert zum Mitkönig krönen. Aus Angst vor seiner Rivalin Adelheid von Burgund, der Witwe König Lothars, und um ihre Machtansprüche auszuschließen, kerkerte Berengar diese am 20. April 951 ein und ließ sie dort misshandeln. An den Folterungen war auch seine Frau Willa beteiligt. Am 20. August 951 konnte Adelheid nach vier Monaten der Tortur entfliehen und sich unter den Schutz des deutschen Königs Otto I. stellen, als dieser in Italien erschien. König Otto zog am 23. September 951 in Pavia ein, erklärte sich ohne Krönung zum König von Italien und heiratete im Dezember 951 Adelheid von Burgund. Nun forderte er auch die Kaiserkrone für sich, doch Fürst Alberich und der Papst lehnten ab. Otto ging daraufhin mit seiner Frau – vorläufig – nach Deutschland zurück und ließ Berengar und Adalbert als Lehenskönige zurück. Diese versuchten sofort wieder, sich selbstständige Machtpositionen zu schaffen.
Als Fürst Alberich im Sterben lag, verpflichtete er durch Eid Papst und römischen Adel, seinen erst etwa 16 Jahre alten Sohn Octavian von Spoleto zum Fürsten von Rom und nach dem Tod Agapits zum Papst zu wählen. Fürst Alberich starb am 31. August 954. Sein Grab befindet sich in der Lateranbasilika hinter der Apsis.